# Martín Mallén Olleta
Martín Mallén Olleta, violinista, organista y compositor. Músico español.

## Biografía
Educado en Zaragoza, organista y prolífico autor de música sacra (misas de gloria, lamentaciones, vísperas, un oficio completo de difuntos, motetes, etc.), compone también abundantemente obras para coros, solos y orquesta. Lozano cita también tres polonesas de concierto a grande orquesta y varias fantasías y cantatas. La actividad en el templo no excluía en absoluto el contacto con el teatro, con la zarzuela y la ópera: todo lo contrario. Olleta había sido violinista en diversos espectáculos líricos.
El maestro de capilla de la Catedral de Astorga, Raimundo Gili Vidal, renunció al cargo el 19 de octubre de 1875 para ocupar el magisterio de la iglesia de San Miguel Arcángel de Barcelona. El tribunal de las oposiciones lo eligió el 29 de abril de 1876 y dio «la más completa aprobación» al nuevo maestro Martín Mallén Olleta. Tomó posesión del cargo el 1 de julio de ese mismo año, con la condición de que al cabo de un año fuese sacerdote. Desgraciadamente al cabo del año Mallén continuaba sin el sacerdocio y el cabildo informó al obispo, por lo que acabó por perder el cargo.
En noviembre de 1888 dirigió un Sexteto en el Café París de Zaragoza. El 23 de junio de 1894 se funda el Orfeón Zaragozano, que es dirigido por José Ferreras, Martín Mallén Olleta y José Espelta. El 1 de marzo de 1895 se funda el Orfeón Zaragoza, que cuenta con una rondalla dirigida por Moliner, y que dirige el organista Martín Mallén Olleta.

## Obra

### Zarzuelas
- La castellana de Cerralvo, (zarzuela en tres actos).
- El campesino de Segovia, (zarzuela en tres actos).
- El castillo feudal, (zarzuela en tres actos).
- Apolo, (zarzuela en un acto).
- Odisea matrimonial, (zarzuela en un acto).
- Huyendo de un inglés, (zarzuela en un acto).
- La gran rabina, (odisea matrimonial de gran espectáculo en un acto y seis cuadros; libretistas: Enrique Mhartín y Guix; estreno: 6-5-1899, Teatro Circo Español de Barcelona).

### Otras obras
- Himno a los Coros de Clavé (para banda y voces). Se estrenó cuando Zaragoza recibió por primera vez, en un magno festival, a los coros de Clavé, el 13 de mayo de 1894.
- La batalla de Alcoraz (coros, solos y orquesta donde se le añade banda y rondalla).
- El Apocalipsis (1882), oratorio para solistas, coro y orquesta
- Pío VII, (coros, solos y orquesta donde se le añade banda y rondalla).
- Iris de paz, (coros, solos y orquesta donde se le añade banda y rondalla).
- Los sitios de Zaragoza (coros, solos y orquesta donde se le añade banda y rondalla).
- Matile, (mazurca)